# Tribunal Central Administrativo Sul
O Tribunal Central Administrativo Sul é um tribunal português de segunda instância da jurisdição administrativa, sediado em Lisboa, com competência para a apreciação de recursos das decisões dos tribunais administrativos e fiscais (primeira instância).
Este tribunal superior tem jurisdição territorial sobre os seguintes tribunais de primeira instância:
- Tribunal Administrativo de Círculo de Lisboa
- Tribunal Tributário de Lisboa
- Tribunal Administrativo e Fiscal de Almada
- Tribunal Administrativo e Fiscal de Beja
- Tribunal Administrativo e Fiscal de Castelo Branco
- Tribunal Administrativo e Fiscal de Leiria
- Tribunal Administrativo e Fiscal de Loulé
- Tribunal Administrativo e Fiscal de Sintra
- Tribunal Administrativo e Fiscal do Funchal
- Tribunal Administrativo e Fiscal de Ponta Delgada